# Larnax sylvarum
Larnax sylvarum là loài thực vật có hoa trong họ Cà. Loài này được (Standl. & C.V. Morton) Sawyer mô tả khoa học đầu tiên năm 2001.